# Carlo e Diana - Scandalo a corte
Carlo e Diana - Scandalo a corte (Charles and Diana: Unhappily Ever After) è un film per la televisione del 1992 diretto da John Power e con protagonisti Roger Rees e Catherine Oxenberg, star del serial Dynasty, nel ruolo del Principe e della Principessa di Galles.
Il film può essere considerato un sequel di Il romanzo di Carlo e Diana, prodotto nel 1982 da Linda Yellen e con la stessa Oxenberg nel ruolo di Lady Diana. Mentre il primo racconta la storia d'amore di Carlo e Diana fino al matrimonio, Scandalo a corte parla della loro vita coniugale e dei problemi che sorsero dopo le nozze.

## Trama
Il 29 luglio del 1981, nella St. Paul's Cathedral a Londra, il Principe Carlo, erede al trono britannico, prende in sposa Lady Diana Spencer, appartenente ad una delle più antiche famiglie dell'aristocrazia inglese. Le nozze vengono seguite da milioni di telespettatori in tutto il mondo. I sogni di Diana, tuttavia, si infrangono al ritorno dalla luna di miele. La corte della quale è diventata Principessa è fredda e austera nei suoi confronti, e il rigido protocollo che la governa appare agli occhi della ragazza come sciocco e inutile. Il marito non le è d'aiuto e nasconde una profonda quanto sospetta amicizia con un'altra donna, Camilla Parker-Bowles. Insofferente alle regole, e trascurata dal marito, Diana sprofonda nella depressione e nella bulimia. La nascita dell'erede al trono William sembra risollevare la coppia, allietata in seguito anche dall'arrivo di Harry, ma i litigi e le incomprensioni non cessano. I due si dedicano ad opposte opere di beneficenza, e mentre il Principe si impegna per difendere l'ambiente, Diana rivolge la sua attenzione ai malati di AIDS, ottenendo grandi consensi e la gelosia del palazzo reale. Il clima di ostilità che la Principessa avverte intorno a sé l'allontana sempre più da Carlo, che si rifugia da Camilla. E nemmeno l'aiuto dell'esuberante Sarah Ferguson, moglie del Principe Andrea, riesce ad aiutare Diana a salvare il suo matrimonio. Gli scandali e la difficile convivenza, ormai diventata un supplizio, portano la coppia reale alla separazione 11 anni dopo le loro nozze, mettendo fine alla favola nella quale tutti avevano creduto.

## Produzione
Il 1992 venne definito dalla Regina Elisabetta come un "annus horribilis", e non solo per il tremendo incendio che devastò il castello di Windsor, ma anche per l'enorme pressione mediatica che si focalizzò sui matrimoni dei suoi figli. Nel 1992, infatti, la Principessa Anna divorziò dal marito Mark Phillips, con il quale era sposata dal 1973, mentre Lady Diana e Sarah Ferguson iniziarono ad allontanarsi definitivamente dai rispettivi mariti. La crisi coniugale di Carlo e Diana raggiunse l'apice nella primavera del 1992, quando nelle librerie inglesi venne pubblicata la biografia di Andrew Morton Diana - La sua vera storia. Il libro, scritto in segreto e con la collaborazione della stessa Principessa di Galles, ebbe un effetto dirompente per la Famiglia Reale e divenne un best seller venduto in tutto il mondo. Proprio in seguito alla pubblicazione del libro, e ai forti pettegolezzi che già da mesi aleggiavano sui giornali mondiali sulle presunte difficoltà del matrimonio reale, negli Stati Uniti 3 diversi network televisivi iniziarono le riprese di ben 4 progetti, film e miniserie, dedicati a Lady Diana e in parte a Sarah Ferguson.
Carlo e Diana - Scandalo a corte venne sviluppato dalla rete ABC mentre erano già in lavorazione le riprese del film della NBC Sarah e Andrea - Un amore a Buckingham Palace, interamente dedicato alla crisi del matrimonio tra Sarah e Andrea, e della miniserie della CBS Le donne di Windsor, incentrata invece su entrambe le vicende.

### Cast
Catherine Oxenberg, figlia di Elisabetta, ex-principessa di Jugoslavia, aveva già interpretato il ruolo di Lady Diana nel film del 1982 Il romanzo di Carlo e Diana, trasmesso da Rai 1 il 14 giugno 1984, quando venne contattata prima dalla CBS e poi dalla ABC per interpretare nuovamente la Principessa di Galles nelle rispettive produzioni. Dopo aver letto i copioni, e scartato il primo perché "troppo scandalistico", decise di accettare il ruolo nel film della ABC perché colpita da come era positivamente rappresentata Diana nella sceneggiatura. Accanto a lei Roger Rees, reduce dal successo della serie televisiva Cin cin e di film come Fermati, o mamma spara, nel ruolo del Principe Carlo.
Grazie al notevole budget, la produzione ha potuto arricchire lo stile del film vestendo Catherine Oxenberg con copie perfette di molti degli abiti indossati da Diana in diverse occasioni mondane: dal delizioso abito rosso e nero in stile spagnolo disegnato da Murray Arbeid, e usato durante la première londinese del film Figli di un dio minore, al raffinato vestito in chiffon bianco firmato Gina Fratini, indossato per assistere ad un balletto in Brasile, fino al sontuoso abito blu notte di Victor Edelstein sfoggiato durante un ballo con John Travolta alla Casa Bianca nel 1985.

### Location
Le riprese del film sono iniziate in Inghilterra e Scozia nella primavera del 1992, sfruttando alcune delle numerose residenza nobiliari sparse per tutta l'isola per meglio ricreare l'atmosfera della vita di palazzo. Nell'edoardiana Manderston House, situata sulla costa scozzese vicino Duns, vennero girate le scene ambientate a Buckingham Palace, mentre i suoi giardini furono trasformati in quelli della casa di campagna di Carlo, Highgrove. Nel castello di Duns, nel Berwickshire, venne invece ricreata la residenza estiva della Famiglia Reale, Balmoral.

## Distribuzione
Il film, inizialmente programmato per l'ottobre del 1992 ma rimandato per non entrare in concorrenza con la miniserie della CBS Le donne di Windsor, venne trasmesso negli Stati Uniti il 13 dicembre dello stesso anno sulla rete ABC, quattro giorni dopo l'annuncio in parlamento della separazione di Carlo e Diana, pronunciato dell'allora primo ministro britannico John Major.
Mediaset acquistò il film durante il 33º Festival della televisione di Montecarlo con l'intento di trasmetterlo nei primi mesi del 1993, ma venne anticipata da Rai 2, che esattamente nello stesso periodo, inizio marzo, programmò di mandare in onda la miniserie La vera storia di Lady D, che aveva ottenuto un enorme successo all'estero. Per evitare un crollo negli indici d'ascolto, Mediaset rimandò a data da destinarsi la trasmissione del film, che andò infine in onda il 19 ottobre in prima serata su Canale 5.
In seguito è stato più volte replicato sui canali Mediaset: l'ultima trasmissione risale al pomeriggio del 2 agosto 1996 su Rete 4, poche settimane prima dell'annuncio ufficiale del divorzio tra Carlo e Diana, avvenuto il 28 agosto.

## Critica
Nonostante le ottime interpretazioni di Catherine Oxenberg e Roger Rees, lodati entrambi dal New York Times, e l'apprezzabile lavoro di costumisti e scenografi, il film non venne in generale apprezzato dalla critica. Ricevette recensioni appena sufficienti, e fu in seguito giudicato inferiore, come sceneggiatura e messa in scena, alla miniserie di Rai 2.